# Lofa
Il Lofa è un fiume dell'Africa occidentale (Guinea e Liberia), tributario dell'oceano Atlantico.
Tra i suoi affluenti può essere ricordato il Lawa, che lo raggiunge da sinistra.
| Controllo di autorità | VIAF (EN) 146635293 · J9U (EN, HE) 987007557784705171 |